# Federico Cervi
Federico Cervi (Brescia, 9 luglio 1961) è un ex schermidore italiano, specializzato nel fioretto..
Vinse tre medaglie d'oro, una d'argento e tre di bronzo ai Campionati mondiali di scherma. Vinse anche una Coppa del Mondo

## Palmarès
In carriera ha ottenuto i seguenti risultati:
 Mondiali 
Individuale
- Bronzo nel fioretto a Roma 1982
- Bronzo nel fioretto a Losanna 1987

A squadre
- Oro nel fioretto a Barcellona 1985
- Oro nel fioretto a Sofia 1986
- Argento nel fioretto a Melbourne 1979
- Bronzo nel fioretto a Roma 1982

 Mondiali militari 
Individuale
- Oro nel fioretto a Warendorf 1989

A squadre
- Oro nel fioretto a Warendorf 1989

 Universiadi 
Individuale
- Bronzo nel fioretto ad Bucarest 1981

A squadre
- Oro nel fioretto ad Bucarest 1981
- Oro nel fioretto a Edmonton 1983
- Bronzo nel fioretto a Kōbe 1985
- Bronzo nel fioretto a Zagabria 1987

 Coppa del Mondo 
Individuale
- nella classifica generale del fioretto 1985-86

A squadre
 Campionati italiani 
Individuale
- Oro nel fioretto a  1982

A squadre

## Altri risultati
Mondiali giovanili
Individuale
- Oro nel fioretto a Venezia 1980
- Bronzo nel fioretto a Losanna 1981

A squadre